# 小行星6592
小行星6592（6592 Goya）是一颗绕太阳运转的小行星，为主小行星带小行星。该小行星于1986年10月3日发现。

## 轨道参数
小行星6592的轨道半长轴为2.7577330 UA，离心率为0.161。